# Яник Била
Янник Била Сам (на испански: Jannick Buyla Sam) е испански и футболист на Екваториална Гвинея, играещ като нападател за полския Медж и националния отбор на Екваториална Гвинея. Участник в Купата на африканските нации през 2021 и 2023. През 2024 в Купата на африканските нации 2023, където вкарва четвъртия гол в групите срещу Кот д'Ивоар за равенството 4:0.